# Lemon Grove (Kalifornija)
Lemon Grove je grad u američkoj saveznoj državi Kalifornija. Prema popisu stanovništva iz 2010. u njemu je živjelo 25.320 stanovnika.